# Karamelodiktstipendiet
 (mars 2015).
Si vous disposez d'ouvrages ou d'articles de référence ou si vous connaissez des sites web de qualité traitant du thème abordé ici, merci de compléter l'article en donnant les références utiles à sa vérifiabilité et en les liant à la section « Notes et références ».
Le Karamelodiktstipendiet est une récompense donnée à des personnalités ayant contribué au renouvellement de la langue ou de la musique suédoise, qu'ils soient, acteurs, régisseurs, linguistes, comiques ou chanteurs. Il a été créé par Povel Ramel le 1er juin 1982 pour ses 60 ans. Celui qui remporte le prix obtient environ 20 000 couronnes suédoises (chiffre de 2007). La cérémonie a lieu autour de mai/juin chaque année et se déroule dans le parc Haga en Suède.

## Personnalités nommées
- 2020 - Bengan Janson
- 2019 - Suzanne Reuter
- 2018 - Felix Herngren
- 2017 - Lisa Nilsson
- 2016 - Per Andersson
- 2015 - Niklas Strömstedt
- 2014 - Kristina Lugn
- 2013 - Carl-Einar Häckner
- 2012 - Eva Rydberg
- 2011 - Johan Glans
- 2010 - Maria Lundqevist
- 2009 - Johan Ulveson
- 2008 - Babben Larsson
- 2007 - Henrik Dorsin
- 2006 - Kalle Moraeus
- 2005 - Sissela Kyle
- 2004 - Lena Philipsson
- 2003 - Peter Carlsson
- 2002 - The Real Group
- 2001 - Fredrik Lindström
- 2000 - Robyn
- 1999 - Viba Femba
- 1998 - Hannes Holm et Måns Herngren
- 1997 - Wille Crafoord
- 1996 - Louise Hoffsten
- 1995 - Peter Dalle
- 1994 - Killinggänget
- 1993 - Marie Bergman
- 1992 - Tomas von Brömssen
- 1991 - Magnus Uggla
- 1990 - Ulla Skoog
- 1989 - Robert Broberg
- 1988 - Ainbusk Singers
- 1987 - Claes Eriksson
- 1986 - Mikael Ramel
- 1985 - Anne-Lie Rydé
- 1984 - Björn Skifs
- 1983 - Totte Wallin